# Koromfé
Le koromfé est une langue gour parlée au Burkina Faso et au Mali.

## Répartition géographique
Au Burkina Faso, le koromfe est parlé dans les provinces de Bam et Sanmatenga dans la région du Centre-Nord, dans les provinces de Loroum et Yatenga dans la région du Nord, dans la provine de Soum dans la région du Sahel.

## Variétés
Le koromfe a deux dialectes ou variétés géographiquement distinctes : la variante de l’Est parlée autour d’Arbinda et la variante de l’Ouest parlée autour de Mengao au Burkina Faso.

## Écriture
Un alphabet koromfe officiel est basé sur l’Alphabet national burkinabè de la Commission nationale des langues burkinabè publié en 1979.
| a | ã | b | d | ɛ | ɛ̃ | e | ẽ | f | g | h | ɩ | ɩ̃ | i | ĩ | k | l | m | n | ŋ | ɔ | ɔ̃ | o | õ | p | r | s | t | ʋ | ʋ̃ | u | ũ | v | w | y | ỹ | z | ǝ |

John R. Rennison utilise aussi la lettre additionnelle v culbuté ‹ ʌ › pour la voyelle basse tendue (ATR), et sa forme nasalisée ‹ ʌ̃ ›, dans ses ouvrages sur le koromfe de Mengao, le distinguant du e culbuté ‹ ǝ › représentant plutôt une voyelle moyenne. Certains auteurs utilisent plutôt la lettre a cursif ‹ ɑ › pour cette voyelle basse tendue.